# Teilhardina asiatica
Teilhardina asiatica é um pequeno primata primitivo, extinto, do início do Eoceno, aproximadamente 55 milhões de anos atrás, descoberto em 2004 em Hengyang Basin, na província de Hunan, China